# 1380
Năm 1380 là một năm nhuận bắt đầu bằng ngày Chủ Nhật trong lịch Julius.

## Sinh
Bản mẫu:Năuejdjfjfjfjdjrhfhfhfjfm trong lịch khác
- 11 tháng 2 - Gian Francesco Poggio Bracciolini, người Ý (mất 1459)
- 8 tháng 9 - Saint Bernardino của Siena, người Ý (mất 1444)
- 27 tháng 11 - Vua Ferdinand I của Aragon (mất 1416)
- Ngày chưa biết:
  - Giovanni Berardi, Đức Tổng Giám mục của Tarentum (mất 1449)
  - Nguyễn Trãi, công thần khai quốc nhà Hậu Lê, nhà văn, nhà thơ Việt Nam (mất 1442)
  - Jan Želivský, Hussite linh mục (mất 1422)
- Có thể xảy ra:
  - Jamshid al-Kashi, nhà thiên văn học và toán học người Ba Tư (mất 1429)
  - Thomas à Kempis, nhà sư, nhà văn người Đức (mất 1471)

## Mất
- 29 tháng 4 - Thánh Catherine của Siena, nhà thần học người Ý (sinh 1347)
- 5 tháng 5 - Saint Philotheos, Coptic liệt sĩ
- 13 tháng 7 - Bertrand du Guesclin, Constable của Pháp (sinh 1320)
- 26 tháng 7 - Komyo, Hoàng đế Nhật Bản (sinh cựu 1322)
- 11 tháng 9 - Haakon VI của Na Uy (sinh 1340)
- 16 tháng 9 - King Charles V của Pháp (sinh 1338)
- 29 tháng 12 - Elizabeth của Ba Lan, nữ hoàng của Hungary (sinh 1305)
- Ngày chưa biết:
  - Nissim của Gerona, rabbi (sinh 1320)
  - Shams al-Din Abd Allah Abū al-Khalili, nhà thiên văn học Syria (sinh 1320)